# Creatonotos fasciatus
Creatonotos fasciatus là một loài bướm đêm thuộc phân họ Arctiinae, họ Erebidae.